# Hôtel de ville de Cassel
L'hôtel de ville de Cassel est un édifice municipal, situé à Cassel, dans le département français du Nord.

## Historique
En 1631, l'hôtel de ville de Cassel, ainsi que divers autres bâtiments de la ville furent entièrement détruit par les flammes. Alors sous domination espagnole, la mairie est reconstruite entre 1631 et 1634. Il abrite par la suite le musée de Cassel.
L'ancien hôtel de ville est classé au titre des monuments historiques par arrêté du 20 mars 1903.
En 1940, l'ancienne mairie est entièrement détruite à la suite d'un bombardement, lors de la deuxième guerre mondiale,. Une nouvelle mairie est reconstruite après guerre.

## Architecture

### Le bâtiment duXVIIesiècle
L'ancienne mairie était construit dans un style flamand et était surmonté d'une tourelle.

## Galerie

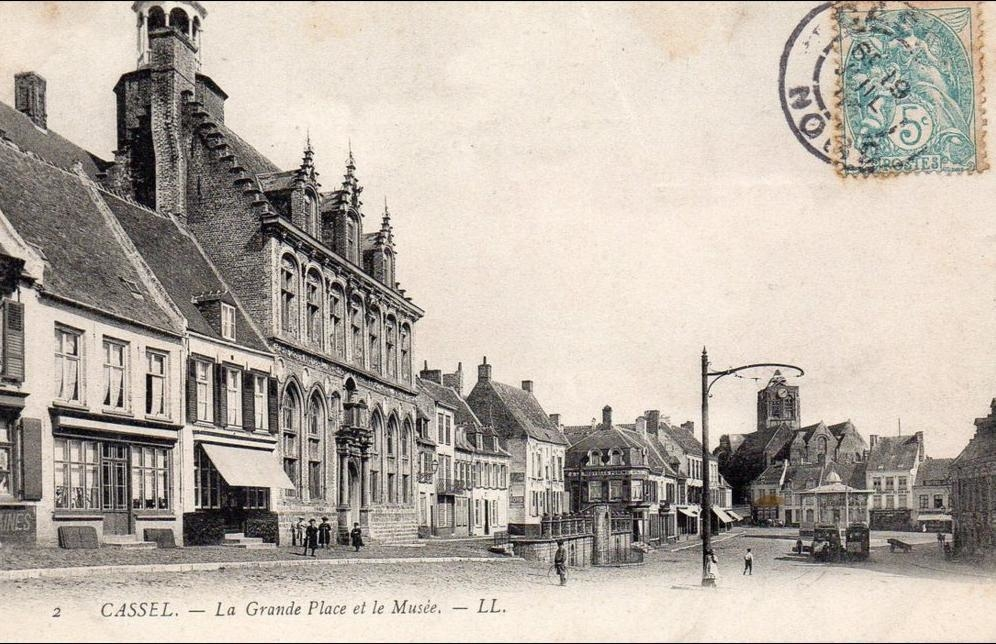
Carte postale ancienne de l'hôtel de ville vers 1900
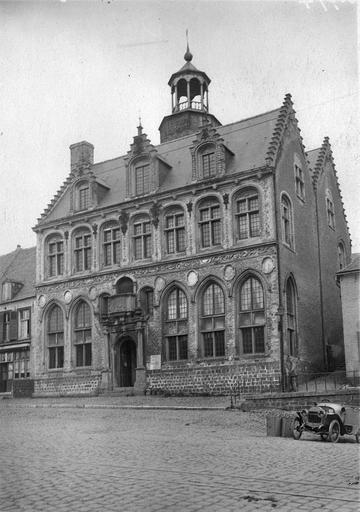
L'hôtel de ville en 1918
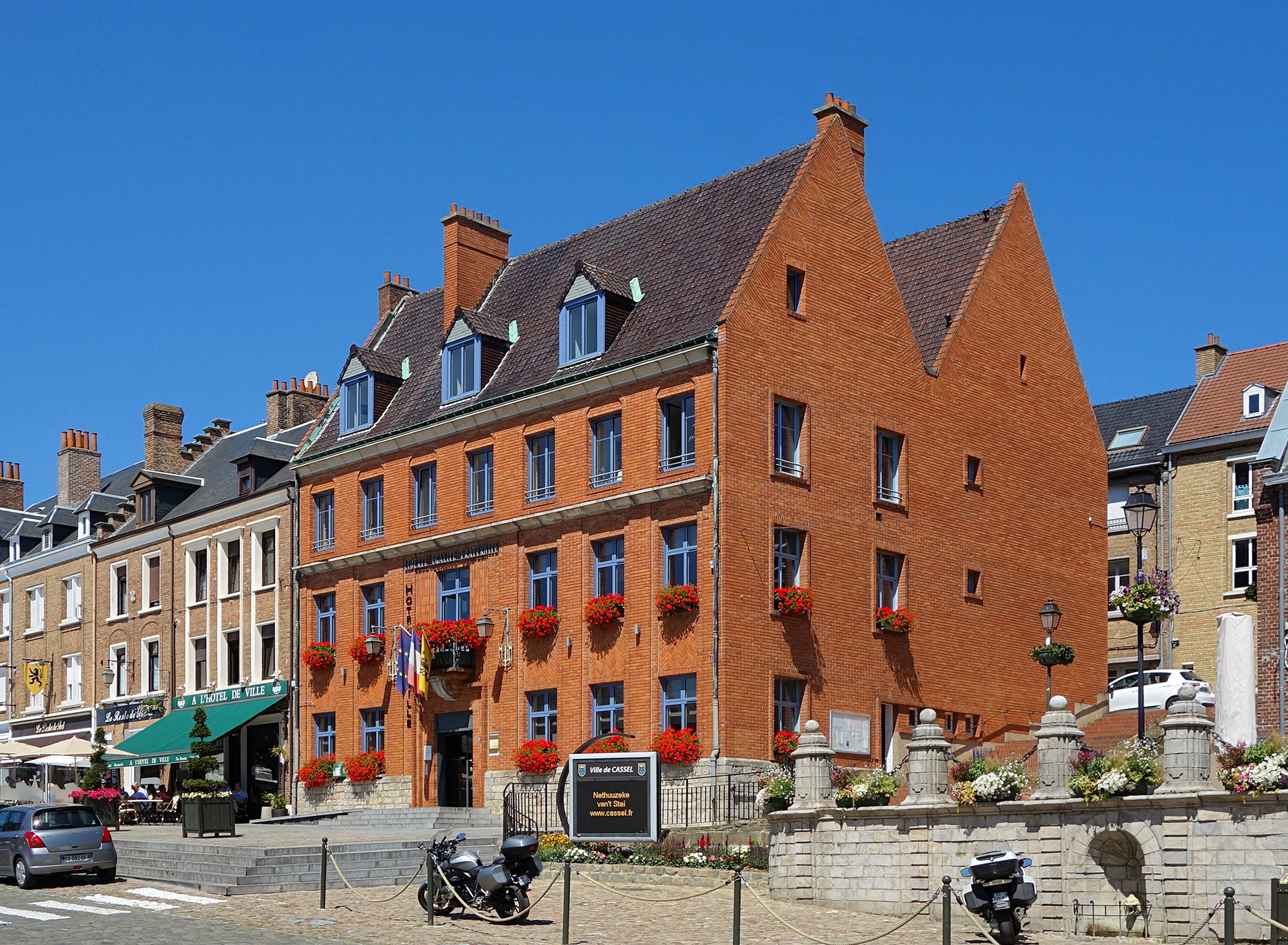
L'hôtel de  ville actuel